# Simply Streisand
Simply Streisand – dziewiąty album amerykańskiej piosenkarki Barbry Streisand, wydany w 1967 roku.
Płyta dotarła do miejsca 12. na liście sprzedaży w Stanach Zjednoczonych i w 2002 roku otrzymała tam certyfikat złotej.

## Lista utworów
Strona A
| 1. | „My Funny Valentine”                | 2:22  |
|    |                                     |       |
| 2. | „The Nearness of You”               | 3:27  |
|    |                                     |       |
| 3. | „When Sunny Gets Blue”              | 2:56  |
|    |                                     |       |
| 4. | „Make the Man Love Me”              | 2:26  |
|    |                                     |       |
| 5. | „Lover Man (Oh, Where Can You Be?)” | 2:51  |
|    |                                     |       |
|    |                                     | 14:02 |
|    |                                     |       |
Strona B
| 1. | „More Than You Know”     | 3:29  |
|    |                          |       |
| 2. | „I’ll Know”              | 2:47  |
|    |                          |       |
| 3. | „All the Things You Are” | 3:36  |
|    |                          |       |
| 4. | „The Boy Next Door”      | 2:50  |
|    |                          |       |
| 5. | „Stout-Hearted Men”      | 2:43  |
|    |                          |       |
|    |                          | 15:25 |
|    |                          |       |

## Twórcy
- Barbra Streisand – śpiew
- Ray Ellis – aranżacje
- Ray Gerhardt i Frank Laico – inżynierzy dźwięku
- Richard Rodgers – esej
- James Moore – fotografia

## Notowania
| Kraj                              | Pozycja |
| --------------------------------- | ------- |
| Stany Zjednoczone (Billboard 200) | 12      |

## Certyfikaty
| Kraj                     | Certyfikat  |
| ------------------------ | ----------- |
| Stany Zjednoczone (RIAA) | złota płyta |